# Orchistoma manam
Orchistoma manam is een hydroïdpoliep uit de familie Orchistomidae. De poliep komt uit het geslacht Orchistoma. Orchistoma manam werd in 1984 voor het eerst wetenschappelijk beschreven door Bouillon. 